# وید ایتر
وید ایتر (انگلیسی: Weed Eater) شرکت ساخت حاشیه زن بود که در سال ۱۹۷۱ در هیوستون، تگزاس توسط مخترع این دستگاه جورج بالاس تأسیس شد. در نهایت این شرکت توسط امرسون الکتریک خریداری شد و با پولن ادغام شد.